# Gleby lessowe
Gleby lessowe – to gleby wytworzone z wierzchniej warstwy lessu. Ich skład sprawia, że są one szczególnie urodzajne i nie wymagają intensywnego nawożenia, bardzo dobrze magazynują wodę, posiadają dobry stosunek wodno-powietrzny, silnie podlegają erozji wodnej.